# Everything is Changing
Everything is Changing is het eerste album van Anneke van Giersbergen onder haar eigen naam en is uitgekomen in 2012. De albumpresentatie was op 21 januari 2012 in de Melkweg. 

## Bezetting
- Anneke van Giersbergen (zang en piano)
- Rob Snijders (drums)
- Joost van Haaren (basgitaar)

## Nummers
- 1. Feel alive
- 2. You want to be free
- 3. Everything is changing
- 4. Take me home
- 5. I wake up
- 6. Circles
- 7. My boy
- 8. Stay
- 9. Hope, pray, dance, play
- 10. Slow me down
- 11. Too late
- 12. 1000 miles away from you

## Hitnotering

### NederlandseAlbum Top 100
| Hitnotering: 28-01-2012 t/m 18-02-2012 | Hitnotering: 28-01-2012 t/m 18-02-2012 | Hitnotering: 28-01-2012 t/m 18-02-2012 | Hitnotering: 28-01-2012 t/m 18-02-2012 | Hitnotering: 28-01-2012 t/m 18-02-2012 | Hitnotering: 28-01-2012 t/m 18-02-2012 |
| Week:                                  | 1                                      | 2                                      | 3                                      | 4                                      |                                        |
| -------------------------------------- | -------------------------------------- | -------------------------------------- | -------------------------------------- | -------------------------------------- | -------------------------------------- |
| Positie:                               | 11                                     | 19                                     | 55                                     | 70                                     | uit                                    |